# Tachina luteisquama
Tachina luteisquama är en tvåvingeart som beskrevs av Zimin 1984. Tachina luteisquama ingår i släktet Tachina och familjen parasitflugor. Inga underarter finns listade i Catalogue of Life.